# برنامج الملك سلمان لتنمية الموارد البشرية
برنامج الملك سلمان لتنمية الموارد البشرية هو برنامج حكومي تابع لوزارة الموارد البشرية والتنمية الاجتماعية، يستهدف رفع جودة العمل لدى الأجهزة الحكومية، وإنتاجية الموظف الحكومي، وتهيئة البيئة الإدارية في المملكة العربية السعودية للانتقال إلى مفهوم الموارد البشرية بدلا من شؤون الموظفين. طُبق البرنامج للمرة الأولى بشكل تدريجي لمدة عام ابتداءً من 1 / 1 / 1437 هـ (2015م)، وكان مقتصرًا على 8 وزارات، هي: وزارة العدل، وزارة العمل والتنمية الإجتماعية، وزارة البيئة والمياه والزراعة، وزارة النقل، وزارة الاتصالات وتقنية المعلومات، وزارة الخارجية، وزارة الثقافة، وزارة الإعلام.

## أهداف البرنامج
1. استهداف الموظف الحكومي لرفع أدائه الوظيفي ورفع مستوى انتاجيته في العمل.
2. تطوير بيئة العمل.
3. وضع سياسات وإجراءات واضحة لتطبيق مفهوم الموارد البشرية.
4. إعداد وبناء القادة من الصف الثاني.[4]

## الجهات المستهدفة
عملت وزارة الخدمة المدنية على مهام تطبيق البرنامج بالتنسيق مع الوزارات المستهدفة على مرحلتين، شملت الأولى كلا من: وزارة العدل، والعمل والشؤون الاجتماعية، البيئة والمياه والزراعة، النقل، الاتصالات وتقنية المعلومات، الخارجية، إضافة إلى الثقافة، والإعلام. والمرحلة الثانية شملت: وزارة الشؤون الإسلامية والدعوة والإرشاد، وزارةالتجارة والاستثمار، وزارة الشؤون البلدية والقروية، وزارة الطاقة، وزارة الحج والعمرة، وزارة التعليم، وزارة الصحة، وزارة الاقتصاد والتخطيط، وزارة الإسكان.

## هيكل الإدارات العامة الموارد البشرية في الجهات الحكومية
اعتمد البرنامج هيكله تنظيمية إدارية خاصة بالإدارات العامة للموارد البشرية، ويعتمد تطبيقه في الجهات المستفيدة من البرنامج على ثلاث إدارات وهي: الإدارة العامة للموارد البشرية، وتطوير الموارد البشرية، وعمليات الموارد البشرية، والتواصل الداخلي

### الإدارة العامة للموارد البشرية
ترتبط بالمسؤول الأول في الجهة الحكومية، وتهدف إلى رفع كفاءة وفاعلية الموارد البشرية وضمان تطبيق الأنظمة واللوائح والأدلة الخاصة بها.

### تطوير الموارد البشرية
ترتبط بمدير عام الموارد البشرية، وتهدف إلى تطبيق سياسات تخطيط وتطوير الموارد البشرية بما يضمن الرفع من كفاءتها وفاعليتها.

### عمليات الموارد البشرية
ترتبط بمدير عام الموارد البشرية، وتهدف إلى القيام بجميع العمليات الإجرائية لإدارة عمليات الموارد البشرية.

### التواصل الداخلي
ترتبط بمدير عام الموارد البشرية، وتهدف للقيام بعمليات التواصل الداخلي بما يضمن توفر بيئة عمل مادية وغير مادية محفزة.